# جلان ميرفين
جلان ميرفين هو مجدف كندي، ولد في 17 فبراير 1937 في فانكوفر في كندا، وتوفي في 18 مارس 2000 في كيلونا في كندا.

## وصلات خارجية
- جلان ميرفين على موقع الاتحاد الدولي للتجديف (الإنجليزية)
- جلان ميرفين على موقع اللجنة الأولمبية الدولية (الإنجليزية)
- جلان ميرفين على موقع أوليمبيديا (الإنجليزية)